# Steven Luevano
Steven Luevano (* 3. März 1981 in Los Angeles, USA) ist ein ehemaliger mexikanischer Boxer im Federgewicht. Er wurde von Cameron Dunkin gemanagt.

## Profi
Er gewann alle seine 29 Kämpfe. Am 21. Juni 2006 gewann er den WBO-NABO-Titel. Im Juni des darauffolgenden Jahres kämpfte er gegen den bis dahin noch ungeschlagenen Briten Nicky Cook um den vakanten Weltmeistergürtel des Verbandes WBO und siegte durch klassischen K. o. in Runde 11. Er verteidigte diesen Titel fünf Mal in Folge und verlor ihn am 23. Januar 2010 an den bis dahin ungeschlagenen Juan Manuel López durch technischen K. o. in der 7. Runde. Nach dieser Niederlage beendete er seine Karriere.